# چشم‌سفید نوک‌باریک
چشم‌سفید نوک‌باریک (نام علمی: Zosterops tenuirostris) نام یک گونه از سرده چشم‌سفید است.